# Aston (West Midlands)
Aston – dzielnica w Birmingham, w Anglii, w West Midlands, w dystrykcie metropolitalnym Birmingham. W 2011 dzielnica liczyła 32286 mieszkańców. Aston jest wspomniana w Domesday Book (1086) jako Estone.